# ベルタルベ山
ベルタルベ山（ベルタルベざん、ロシア語も同一呼称Берутарубе）は択捉島にある火山。

## 概要

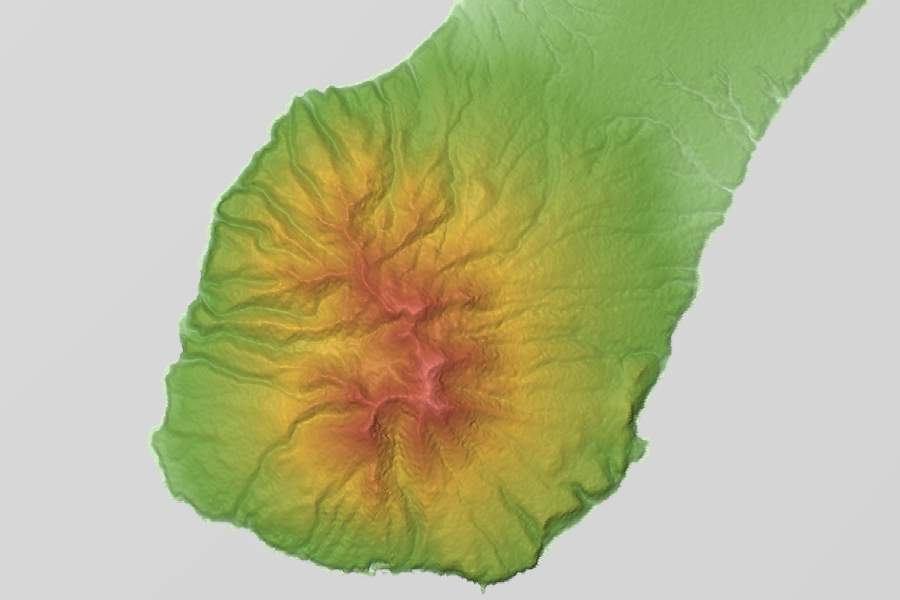
ベルタルベ山

北海道択捉郡留別村に属す。標高1.221メートル。
安山岩、玄武岩の成層火山で、硫気活動をしている。別名をPerutarube（）という。1812年（文化9年）に噴火があったとされるが、はっきりしていない。
1798年（寛政10年）、山麓のタンネモイに近藤重蔵・最上徳内らによって「大日本恵登呂府」の標柱が建てられた。
日本の本土からは、天気が良く視界が良好な日に限り、羅臼岳山頂付近から国後島の爺爺岳脇にわずかに遠望することができる。